# Richelle Mead
Richelle Mead (12 de dezembrode 1976) é uma escritora norte-americana mais conhecida pela série Vampire Academy. Escreveu também as séries Georgina Kincaid, Dark Swan e Bloodlines (esta última um spin-off de Vampire Academy).

## Vida e Carreira
Richelle Mead nasceu em Michigan, e mora em Kirkland, Washington. Ela tem três graduações: um Bacharel em Estudos Gerais pela Universidade de Michigan, um Mestrado em Comparação Religiosa pela Universidade Western Michigan, e um Mestrado em Ensino pela Universidade de Washington.  Sua graduação em Ensino a levou a ser professora de 8ª série no subúrbio de Seattle, onde ensinou Estudos Sociais e Inglês. Ela continuava a escrever durante seu tempo livre, até ela vender seu 1º romance, Succubus Blues.  Depois de abandonar seu trabalho para escrever em tempo integral, seus outros livros se seguiram rapidamente.
Mead escreve seus livros ativamente em três séries diferentes.  O cronograma é tão exigente que ela tem de acabar um projeto para um novo livro a cada três meses. É uma mudança muito rápida em comparação com um ano que a maioria dos escritores demoram para escrever um livro.

### Romances Jovem-Adultos

#### SérieVampire Academy(BR: Academia de Vampiros)
1. Vampire Academy (2007) (BR: O Beijo das Sombras)
2. Frostbite (2008) (BR: Aura Negra)
3. Shadow Kiss (2008) (BR: Tocada pelas Sombras)
4. Blood Promise (2009) (BR: Promessa de Sangue)
5. Spirit Bound (2010) (BR: Laços do Espírito)
6. Last Sacrifice (2010) (BR: O Último Sacrifício)

#### SérieBloodlines(BR:Laços de Sangue)
1. Bloodlines (2011) (BR: Laços de Sangue)
2. The Golden Lily (2012) (BR: O Lírio Dourado)
3. The Indigo Spell (2013) (BR: O Feitiço Azul)
4. The Fiery Heart (2013) (BR: Coração Ardente)
5. Silver Shadows (2014)  (BR: Sombras Prateadas)
6. The Ruby Circle (2015) (BR: O Círculo Rubi)

### Antologias
1. Brushstrokes - Dreams & Desires Vol.1 (Tradução Livre: Pinceladas - Sonhos e Desejos) (2007) (Personagens da série Georgina Kincaid)
2. City of Demons - Eternal Lover (Tradução Livre: Cidade dos Demônios - Amante Eterno) (2008) (Personagens da série Georgina Kincaid)
3. Blue Moon - Immortal - Love Stories with Bite (BR: Lua Azul - Imortal - Histórias de Amor Eterno) (2008)
4. Sunshine -  Kisses from Hell (BR: Luz do Sol - Beijos Infernais) (2010) (Personagens da série Vampire Academy)
5. Something Borrowed (2013) (Personagem Sexto Doctor Who)

### Romances Adultos

#### SérieGeorgina Kincaid
1. Succubus Blues  (2007) (BR: A Canção do Súcubo)
2. Succubus on Top (2008) (UK: Succubus Night) (BR: O Poder do Súcubo)
3. Succubus Dreams (2008) (BR: O Sonho do Súcubo)
4. Succubus Heat (2009) (BR: O Calor do Súcubo)
5. Succubus Shadows (2010) (BR: A Sombra do Súcubo)
6. Succubus Revealed (2011) (BR: A Revelação do Súcubo)

#### SérieDark Swan
1. Storm Born (2008) (BR: Filha da Tempestade)
2. Thorn Queen (2009) (BR: Não lançado / Tradução Livre: Rainha dos Espinheiros)
3. Iron Crowned (2011) (BR: Não lançado / Tradução Livre: Coroa de Ferro)
4. Shadow Heir (2012) (BR: Não lançado / Tradução Livre: Herdeiro das Sombras)

A série foi interrompida no Brasil.

#### SérieAge of X (BR: A Era de X)
1. Gameboard of the Gods (2013) (BR: Tabuleiro dos Deuses)
2. The Immortal Crown (2014) (Tradução Livre: A Coroa Imortal)

Série The Glittering Court
1. The Glittering Court (2016) (BR: A Corte de Luz, 2017)
2. Midnight Jewel (2017)
3. The Esmerald Sea (Previsto para 2018)

## Prémios
- Indicada - 2007 Reviewers' Choice Awards - Melhor Romance de Fantasia Urbana - Succubus Blues[5]
- Indicada - 2008 Reviewers' Choice Awards - Melhor Romance de Fantasia Urbana - Storm Born[6]
- Menção Honrosa - 2009 P.E.A.R.L. Awards -Melhor Fantasia Romântica - Thorn Queen[7]
- Finalista - 2009 Children's Choice Book Awards - Escolha Adolescente de Melhor Livro do Ano - Blood Promise[8]
- American Library Association: 2008 Quick Picks for Reluctant Young Adult Readers - Vampire Academy[9]
- American Library Association: 2009 Quick Picks for Reluctant Young Adult Readers - Frostbite[10]
- Vencedora - 2010 Teen Read Awards - Melhor Série Adolescente - Vampire Academy series[11]
- Indicada - 2010 Teen Read Awards - Melhor Hottie - Vampire Academy series[12]